# Charles de Fraipont
Pour les articles homonymes, voir Fraipont (homonymie).
Charles de Fraipont, né le 21 mars 1883 à Chênée et mort le 15 avril 1946 à Forest, est un paléontologue et homme politique belge. Il est le fils du paléontologue liégeois Julien Fraipont (1857-1910).

## Biographie
Charles Marie Julien Joseph de Fraipont reçut le diplôme d'ingénieur des Mines en 1908, à l'université de Liège, et se spécialisa ensuite en paléontologie. Dès 1909, il officie en tant qu'assistant et répétiteur de cours au sein du service de son père à l'université de Liège.
En 1919, il reçoit la charge des cours de paléontologie animale et végétale à l'université de Liège avant de recevoir en 1923 la chaire de phytopaléontologie au sein de la Faculté des Sciences. Il fonda en 1915 avec Max Lohest l'École libre d'anthropologie de Liège, dont les cours seront regroupés en 1928 en un doctorat en sciences anthropologiques.
Charles Fraipont était membre de l'École d'Anthropologie de Paris et fut directeur de la Revue anthropologique de Paris.
En 1936, suivant la suggestion du scientifique polonais G. Loth, à qui il avait montré les collections de paléontologie de l’université de Liège, il réexamine le crâne Engis 2, trouvé par Philippe-Charles Schmerling en 1829 dans les cavernes dites depuis grottes Schmerling, et établit qu’il a appartenu à un Néandertalien.

## Mandats
- Sénateur rexiste de l'arrondissement de Liège : 1936-1939

## Publications
- Les Hommes fossiles d’Engis, Mémoire 10, Archives de l’institut de paléontologie, Paris, 1936

## Hommages
- Un minéral lui a été dédié par le minéralogiste Giuseppe Raimondo de Cesàro : la fraipontite.